# 陳昌 (南北朝)
陳昌（537年—560年5月5日），字敬业，南陳衡陽獻王，陳高祖陈霸先第六子。南梁太清末年，陈霸先南征李贲，命陈昌与母亲章要儿随沈恪回吴兴。陈霸先东讨侯景时，陈昌与章要儿、陈蒨都为侯景囚禁。侯景之乱被平定後，梁元帝拜陳昌为长城国世子、吴兴太守，陳昌时年十六，由蔡景歷輔佐他。
陳昌容貌伟丽，神情秀朗，雅性聪辩，明习政事。陈霸先派遣陈郡谢哲、济阳蔡景历辅佐陈昌，又派吴郡杜之伟教授陈昌经书。陈昌读书一览成诵，明于义理，剖析如流。后来与陈顼一起去荆州，梁元帝以他为员外散骑常侍。荆州陷落，又和陈顼一起被俘虏到关右，西魏因为陈霸先的原因，对这些政治人质很礼遇。
陈霸先即位，频频遣使请北周释放陈顼及陈昌，北周许诺而未遣。陈高祖陈霸先驾崩後，陈蒨接任了皇位，北周欲给陈制造内乱，反而立即将陈昌放还。当时南梁残余势力王琳据守长江中游，陈昌不得还，居住在安陆。王琳被南陈所平后，天嘉元年二月，陈昌从安陆出发。
陈昌在途给嗣兄陈蒨写信，言辞非常不客气，要求陈蒨让位。陈蒨很不高兴，说：“太子快回来了，我只好找个地方当藩王去养老。”其心腹大臣侯安都说：“自古岂有被代天子？”陈昌由鲁山济江，三月入陈境。陈蒨遂诏令主书舍人缘道迎接，丙子，渡江时，由侯安都于无人时将陈昌推入长江淹死，对外宣布陈昌在江中因船隻故障而溺死。四月庚寅，丧柩至京师，陈蒨亲出临哭，追谥号献，风光大葬，又以子陈伯信为其后嗣。

## 延伸阅读
[在维基数据编辑]
 《陳書·卷14》，出自姚思廉《陳書》